# Reira Iwabuchi
Reira Iwabuchi (jap. 岩渕 麗楽, Iwabuchi Reira; * 14. Dezember 2001 in Ichinoseki) ist eine japanische Snowboarderin. Sie startet in der Disziplinen Slopestyle und Big Air.

## Werdegang
Iwabuchi nimmt seit 2010 an Wettbewerben der TTR World Snowboard Tour und seit 2015 an Wettbewerben der FIS teil. Bei den Juniorenweltmeisterschaften 2015 in Yabuli errang sie den 19. Platz im Slopestyle. Im April 2015 kam sie beim Völkl World Rookie Finale in Ischgl auf den zweiten Platz im Slopestyle. In den Jahren 2015 und 2016 wurde sie japanische Meisterin im Slopestyle.
Bei den Juniorenweltmeisterschaften 2017 in Špindlerův Mlýn holte sie im Slopestyle und Big Air jeweils die Silbermedaille. Zu Beginn der Saison 2017/18 startete sie in Cardrona erstmals im Snowboard-Weltcup und belegte dabei den vierten Platz im Slopestyle. Im Dezember 2017 holte sie im Big Air in Copper Mountain ihren ersten Weltcupsieg. Im folgenden Monat wurde sie Zweite im Slopestyle beim Weltcup in Snowmass und gewann bei den Winter-X-Games in Aspen die Silbermedaille im Big Air. Zudem errang sie dort den fünften Platz im Slopestyle.
Bei den Olympischen Winterspielen 2018 in Pyeongchang im erstmals im Rahmen der olympischen Snowboard-Bewerbe ausgetragenen Big Air erreichte sie am 22. Februar hinter Anna Gasser den vierten Platz und im Slopestyle den 14. Rang. Bei den X-Games Norway 2018 in Fornebu kam sie auf den fünften Platz im Big Air und erreichte zum Saisonende den fünften Platz im Freestyle-Weltcup und den zweiten Rang im Slopestyle-Weltcup.
Zu Beginn der Saison 2018/19 holte Iwabuchi im Big Air in Cardrona und in Modena ihren zweiten und dritten Weltcupsieg. Zudem errang sie im Slopestyle im Secret Garden Skiresort den zweiten Platz und gewann damit den Big-Air-Weltcup. Im Freestyle und Slopestyle-Weltcup kam sie auf den zweiten Platz. Bei den Winter-X-Games 2019 wurde sie Sechste im Slopestyle und bei den Snowboard-Weltmeisterschaften 2019 in Park City Fünfte im Slopestyle. Nach Platz sechs im Big Air in Cardrona zu Beginn der Saison 2019/20, siegte sie in Modena und in Atlanta jeweils im Big Air und errang in Laax den zweiten Platz im Slopestyle. Sie gewann damit wie im Vorjahr den Big-Air-Weltcup und belegte im Freestyle-Weltcup den dritten Platz. Bei den Winter-X-Games 2020 holte sie die Bronzemedaille im Big Air. In der Saison 2020/21 belegte sie bei den Winter-X-Games 2021 den sechsten Platz im Slopestyle und den fünften Rang im Big Air und bei den Snowboard-Weltmeisterschaften 2021 den 20. Platz im Slopestyle und den achten Rang im Big Air. Im März 2021 siegte sie beim Weltcup in Silvaplana im Slopestyle und errang damit jeweils den vierten Platz im Freestyle, Slopestyle und Big-Air-Weltcup. Zu Beginn der Saison 2021/22 holte sie im Big Air in Steamboat Springs ihren siebten Weltcupsieg. Im weiteren Saisonverlauf erreichte sie mit drei Top-Zehn-Platzierungen den fünften Platz im Park & Pipe-Weltcup sowie den zweiten Rang im Big-Air-Weltcup. Beim Saisonhöhepunkt, den Olympischen Winterspielen 2022 in Peking, wurde sie Fünfte im Slopestyle und Vierte im Big Air.
Im März 2024 holte sich die 22-Jährige im Slopestyle in der Schweiz, in Silvaplana, ihren neunten Weltcupsieg.

## Erfolge

### Olympische Spiele
- 2018 Pyeongchang: 4. Platz Big Air, 14. Platz Slopestyle
- 2022 Peking: 4. Platz Big Air, 5. Platz Slopestyle

### Weltmeisterschaften
- 2019 Park City: 5. Platz Slopestyle
- 2021 Aspen: 8. Platz Big Air, 20. Platz Slopestyle
- 2023 Bakuriani: 6. Platz Slopestyle
- 2025 Engadin: 2. Platz Big Air, 3. Platz Slopestyle

### Winter-X-Games
- 2018 Aspen: 2. Platz Big Air, 5. Platz Slopestyle
- 2018 Fornebu: 5. Platz Big Air
- 2019 Aspen: 6. Platz Slopestyle
- 2020 Aspen: 3. Platz Big Air
- 2021 Aspen: 5. Platz Big Air, 6. Platz Slopestyle
- 2023 Aspen: 1. Platz Big Air, 4. Platz Slopestyle
- 2024 Aspen: 2. Platz Big Air, 3. Platz Slopestyle
- 2025 Aspen: 2. Platz Big Air

### Weltcup

#### Weltcupsiege
| Nr. | Datum             | Ort               | Disziplin  |
| --- | ----------------- | ----------------- | ---------- |
| 1.  | 10. Dezember 2017 | Copper Mountain   | Big Air    |
| 2.  | 8. September 2018 | Cardrona          | Big Air    |
| 3.  | 3. November 2018  | Modena            | Big Air    |
| 4.  | 2. November 2019  | Modena            | Big Air    |
| 5.  | 20. Dezember 2019 | Atlanta           | Big Air    |
| 6.  | 28. März 2021     | Silvaplana        | Slopestyle |
| 7.  | 4. Dezember 2021  | Steamboat Springs | Big Air    |
| 8.  | 22. Oktober 2022  | Chur              | Big Air    |
| 9.  | 23. März 2024     | Silvaplana        | Slopestyle |

#### Weltcup-Gesamtplatzierungen
| Saison  | Park & Pipe | Park & Pipe | Slopestyle | Slopestyle | Big Air | Big Air |
| Saison  | Punkte      | Platz       | Punkte     | Platz      | Punkte  | Platz   |
| ------- | ----------- | ----------- | ---------- | ---------- | ------- | ------- |
| 2017/18 | 2500        | 5.          | 1300       | 2.         | 1200    | 9.      |
| 2018/19 | 4100        | 2.          | 1700       | 2.         | 2400    | 1.      |
| 2019/20 | 3700        | 3.          | 800        | 13.        | 2900    | 1.      |
| 2020/21 | 190         | 4.          | 140        | 4.         | 50      | 4.      |
| 2021/22 | 246         | 5.          | 110        | 11.        | 136     | 2.      |
| 2022/23 | 322         | 3.          | 130        | 3.         | 192     | 1.      |
| 2023/24 | 366         | 3.          | 160        | 2.         | 206     | 3.      |
| 2024/25 | 350         | 6.          | 131        | 6.         | 255     | 3.      |